# خسوس دیاز (داور فوتبال)
خسوس دیاز پالاسیو (زاده ۱۶ اکتبر ۱۹۵۴) یک داور بازنشسته فوتبال کلمبیایی است. او به دلیل داوری دو بازی در جام جهانی فوتبال ۱۹۸۶ مکزیک شناخته شده است. داوری او در بازی عراق و بلژیک، جنجال‌آفرینی کرد زیرا دیاز به دلیل هویت اشتباه به باسل کورکیس عراقی کارت زرد داد (قرار بود زرد به غانم عریبی داده شود) در حالی که نتیجه ۲–۰ به سود بلژیک بود. گورگیس به طعنه تصمیم نادرست دیاز را تشویق کرد که منجر به اخراج گورگیس شد و عراق ۲–۱ شکست خورد.